# Liste der denkmalgeschützten Objekte in Pfaffing (Oberösterreich)
Die Liste der denkmalgeschützten Objekte in Pfaffing (Oberösterreich) enthält die 3 denkmalgeschützten, unbeweglichen Objekte der oberösterreichischen Gemeinde Pfaffing.

## Denkmäler
| Foto |                 | Denkmal                                                            | Standort                                  | Beschreibung | Metadaten |
| ---- | --------------- | ------------------------------------------------------------------ | ----------------------------------------- | --- | --- |
| ja   | Datei hochladen | Bauernkrieg-Denkmal HERIS-ID: 75308 Objekt-ID: 88787               | Hausham Standort KG: Pfaffing             | Das Denkmal steht am Schauplatz des Frankenburger Würfelspiels und erinnert an die dortige Hinrichtung von 17 Rädelsführern der Frankenburger Erhebung gegen die Gegenreformation durch Adam Graf von Herberstorff im Jahre 1625. | BDA-Hist.: Q38138829 Status: § 2a Stand der BDA-Liste: 2025-06-30 Name: Bauernkrieg-Denkmal GstNr.: 2885 Bauernkrieg-Denkmal, Pfaffing                         |
| ja   | Datei hochladen | Kath. Filialkirche hl. Margaretha HERIS-ID: 38374 Objekt-ID: 37919 | nördlich Pfaffing 1 Standort KG: Pfaffing | Die einschiffige Saalkirche wurde 1631/32 errichtet. | BDA-Hist.: Q37980744 Status: Bescheid Stand der BDA-Liste: 2025-06-30 Name: Kath. Filialkirche hl. Margaretha GstNr.: .1 Filialkirche St. Margaretha, Pfaffing |
| ja   | Datei hochladen | Ehem. Pfarrhof HERIS-ID: 38375 Objekt-ID: 37920                    | Pfaffing 1 Standort KG: Pfaffing          | Ein zweigeschoßiger Bau mit Mansarddach und einer Rokokofassade aus dem dritten Viertel des 18. Jahrhunderts. | BDA-Hist.: Q37980753 Status: Bescheid Stand der BDA-Liste: 2025-06-30 Name: Ehem. Pfarrhof GstNr.: .2                                                          |